# Losgeleint
Losgeleint (Originaltitel: Unleashed) ist eine US-amerikanische Reality-Spielshow, die am 22. Oktober 2020 auf Nickelodeon ausgestrahlt wurde. Die Show wird von Gabriel Iglesias moderiert, in der Jury sitzen Peyton List, Preacher Lawson und Utkarsh Ambudkar.

## Handlung
Verschiedene (Haus-)Tiere treten gegeneinander an und zeigen zusammen mit ihrem Besitzer verschiedene Talente. Dies wird von einer menschlichen Jury bewertet. Sie beweisen, dass sie die witzigsten und außergewöhnlichsten Talente haben.

## Episodenliste
Die Episoden sind nach Ausstrahlungsreihenfolge in den USA sortiert, da es bei der Produktionsreihenfolge oftmals zu Anschlussfehlern kommt.
| Nr. | Deutscher Titel                | Originaltitel                                    | Erstausstrahlung USA | Deutschsprachige Erstausstrahlung (D) | Prod. Code |
| --- | ------------------------------ | ------------------------------------------------ | -------------------- | ------------------------------------- | ---------- |
| 1   | Wir lassen die Hunde los!      | We Let the Dogs Out!                             | 22. Okt. 2020        | 6. Feb. 2021                          | 101        |
| 2   | Klar zum Entern!               | Scary Chickens, Rat Tricks & Dog Treats – Oh My! | 22. Okt. 2020        | 7. Feb. 2021                          | 102        |
| 3   | Los Katzos!                    | Got to Be Kitten Me!                             | 29. Okt. 2020        | 13. Feb. 2021                         | 103        |
| 4   | Das große Fressen!             | We’re Why the Chicken Crossed the Road!          | 5. Nov. 2020         | 14. Feb. 2021                         | 104        |
| 5   | Pferde-Tango!                  | Horsing Around!                                  | 12. Nov. 2020        | 20. Feb. 2021                         | 105        |
| 6   | Lass krachen!                  | A Little Birdie Told Us!                         | 19. Nov. 2020        | 21. Feb. 2021                         | 106        |
| 7   | Affentheater!                  | I’ll Be a Monkey’s Patient!                      | 26. Nov. 2020        | 27. Feb. 2021                         | 107        |
| 8   | Ziegen auf Zack!               | Let’s Go Physi-Goat!                             | 3. Dez. 2020         | 28. Feb. 2021                         | 108        |
| 9   | Keine Feier ohne Geier         | Watch Like A Hawk!                               | 10. Dez. 2020        | –                                     | 109        |
| 10  | Da steht ein Pferd vor dem Tor | Squirrels Just Wanna Have Fun!                   | 17. Dez. 2020        | –                                     | 110        |

## Produktion
Die Serie wurde erstmals am 2. Oktober 2020 angekündigt und feierte am 22. Oktober desselben Jahres in den Vereinigten Staaten auf Nickelodeon Premiere.
In Deutschland feierte Losgeleint am 6. Februar 2021 ihre Premiere.